# عملية إعادة اتحاد الإلكترون الانفصالية
عمليّة إعادة اتّحاد الإلكترون الانفصاليّة هي العمليّة التي يتّحد فيها أيون جزيئي إيجابيّ مع إلكترون، و ينفصل نتيجة لذلك جزيءٌ متعادل. يُعتبر هذا التفاعل مهمّاً بالنّسبة للتكوين الكيميائي للغلاف الجوّيّ للأرض وللفضاء الخارجيّ على حدٍّ سواء. نادراً ما تحدث عمليّة إعادة التركيب الانفصالي بشكل طبيعيّ على كوكب الأرض، حيث تتفاعل الإلكترونات الحرّة مع أيّ جزيءٍ تصطدم به (حتّى الجزيئات المحايدة). يصعب ملاحظة عمليّة إعادة الاتّحاد الانفصاليّة للإلكترون حتّى في أفضل الظروف المخبرية، لكنّها تُعتبر تفاعلاً مهّماً في الأنظمة التي تحتوي أعداداً كبيرة من الجزيئات المؤيّنة، كما في بلازما الضغط الجوي على سبيل المثال.
في الفيزياء الفلكية، تعدّ عمليّة إعادة اتّحاد الإلكترون الانفصاليّة إحدى المسارات الأساسيّة التي يتمّ من خلالها تكسير الجزيئات، وتشكيل جزيئات أخرى. تعود إمكانيّة حدوث عمليّة إعادة اتّحاد الإلكترون الانفصاليّة إلى خلاء الوسط البيننجمي. وفيما يلي مثالٌ أنموذجي لعمليّة إعادة الاتّحاد الانفصالية للإكترون في الفيزياء الفلكية:
{\displaystyle CH_{3}^{+}+e^{-}\rightarrow CH_{2}+H}